# Темплат
Темплат, иначе матрица; шаблон; темплейт (англ. template) — частица или структура, играющая организующую роль при синтезе и формировании супрамолекулярных комплексов или наноструктур.

## Описание
Темплат за счет различных межмолекулярных взаимодействий организует вокруг себя низкомолекулярные вещества и способствует созданию упорядоченного комплекса — нано- или супрамолекулярной структуры. Пример темплата — одноцепочечная молекула ДНК, к которой по принципу комплементарности присоединяется вторая молекула ДНК, образуя двойную спираль. После взаимодействия темплат может как входить в состав полученного комплекса, так и быть вне его. В роли темплатов могут выступать разнообразные частицы: ионы щелочных металлов (темплатный эффект), органические молекулы, макромолекулы, сложные пространственные структуры. Темплаты играют важную роль в процессах самосборки.